# Cristiano Lucarelli
Pour les articles homonymes, voir Lucarelli.
 (juin 2013).
Cristiano Lucarelli (né à Livourne le 4 octobre 1975) est un footballeur international italien devenu entraîneur.
Ancien attaquant, il a notamment joué plusieurs années sous les couleurs du club de sa ville natale, l'AS Livourne Calcio, avec qui il a terminé meilleur buteur du championnat d'Italie en 2005. Il est également réputé pour son engagement politique en faveur du communisme, ce qui est rare dans le milieu du football.
Il est le frère d'Alessandro Lucarelli.

## Biographie

### En tant que joueur
Avant-centre classique, puissant et grand, il profite de ses caractéristiques physiques (1,88 m, 83 kg) pour se mettre en valeur dans les défenses. Cristiano Lucarelli commence à taper dans un ballon en 1990, année où il participe à différents tournois locaux. Il commence sa carrière dans le monde du football en 1992 à Cuoiopelli, une formation inscrite dans le Championnat national amateur. Avec cette équipe, il dispute 28 parties et marque 5 buts.
L'année suivante il passe à Pérouse, qui à l'époque dispute la Serie C1 (troisième division). Avec les ombriens, Lucarelli joue pendant deux ans (la deuxième année en Serie B), mais le staff n'a pas confiance en lui (il n'a l'occasion de jouer en tout que 7 matchs). Par conséquent, il décide en 1995 de passer dans une équipe moins puissante économiquement, mais lui garantissant le poste de titulaire.
Il arrive alors à Cosenza, équipe avec laquelle il se révèle : il joue 32 parties, marque 15 buts et contribue au sauvetage de l'équipe. Après avoir confirmé lors de la saison 1996-1997 avec Padova (34 matches et 14 buts), l'année suivante il a la possibilité de commencer en Serie A avec l'Atalanta Bergame. Avec les bergamasques, Cristiano dispute 26 matchs, marquant 5 buts, se rendant utile dans les contre-pieds, dans les passes décisives et dans le replacement défensif.
Claudio Ranieri, alors technicien de Valence CF, le veut avec lui dans son équipe espagnole : l'expérience espagnole se conclut par 12 parties et seulement une réalisation. L'équipe remporte la coupe d'Espagne, mais la saison suivante Lucarelli, qui ne s'est jamais senti à son aise en terre espagnole, préfère retourner en Italie.
Entre 1999 et 2001, il évolue en Serie A à Lecce, participant à 59 parties et marquant 27 buts. Ensuite, il est acheté par Torino, il y joue pendant deux ans toujours en Serie A. Avec les grenats, il joue 56 matchs, avec 10 buts à son actif (dont un marqué à la Juventus dans le fameux derby de 2002 terminé 3-3, après que les Bianconeri aient eu un avantage de 3-0).
En 2003, Cristiano Lucarelli réalise son rêve sportif : jouer avec l'équipe de sa ville natale, l'AS Livourne Calcio. La saison 2003-2004, même si elle est en Serie B, est la plus heureuse de sa carrière : il dispute 41 parties, marquant 29 buts (meilleur buteur avec le palermitain Luca Toni). Elle est aussi la plus heureuse pour l'équipe des toscans, qui rejoignent la Serie A grâce à l'apport décisif du bomber, après 55 ans d'attente.
Lors de la saison 2004-2005, Lucarelli, assisté en attaque par son ami Igor Protti, réussit à garantir aux livournais une honorable huitième place, grâce à ses 24 réalisations en 35 parties. Le sélectionneur de la Nazionale, Marcello Lippi, lui donne l'occasion de faire ses débuts en sélection dans un match amical où l'Italie est opposée à la Serbie. Le match se solde par un nul 1-1 et le but italien est justement signé Lucarelli, qui rentre ainsi dans le cercle très restreint des joueurs ayant inscrit un but lors de leurs débuts en sélection.

#### La saison 2005-2006
Au début de la saison 2005-2006, a lieu une polémique entre Lucarelli et le président des toscans, Aldo, à propos d'une offre de Tottenham Hotspur, équipe anglaise désireuse d'engager Lucarelli : Spinelli déclare que Lucarelli a au départ accepté l'offre « pour l'argent » et par la suite l'avant-centre réplique : « Je resterai à Livourne, mais les propos du président m'ont humilié ».
Cependant, quelques jours plus tard, la sérénité revient dans le groupe : après la quinzième journée, l'équipe est cinquième au classement, et beaucoup d'experts la considèrent comme la révélation de l'année. Lucarelli contribue aux coups d'éclat de son club en marquant 8 buts, bien qu'ayant été exclu dans le match contre la Fiorentina.

#### Transfert en 2007-2008
Cristiano Lucarelli décide de quitter Livourne à l'inter-saison 2007-2008. Courtisé notamment par le Benfica Lisbonne, il surprend tout le monde en s'engageant en juillet 2007 avec le club ukrainien du Chakhtar Donetsk, qu'il quitte seulement quelques mois plus tard, en janvier 2008, pour le FC Parme.

#### Retour à Livourne en 2009
En juillet 2009, il est prêté à l'AS Livourne Calcio où il a déjà passé 4 saisons de 2003 à 2007.
En 30 matchs, il marque à 11 reprises.

#### SSC Naples
En août 2010, il est prêté une nouvelle fois par Parme, cette fois à Naples, pour une saison avec option d'achat.

### En tant qu'entraîneur
Cristiano Lucarelli devient ensuite entraîneur des jeunes du Parme FC et remporte le championnat face à l'Empoli FC pour sa première saison.
Il est nommé en juin 2013 à la tête de l'AC Pérouse en troisième division italienne. Il est remercié début septembre 2013.

## Statistiques

### Générales
Ce tableau résume la carrière de joueur de Cristiano Lucarelli. Il marque 120 buts en 300 rencontres de Serie A, finissant meilleur buteur en 2005 avec 24 buts. En équipe nationale, Lucarelli trouve le chemin des filets trois fois en six matches. 
| Saison                | Club                  | Championnat           | Championnat | Championnat | Championnat | Coupe(s) nationale(s) | Coupe(s) nationale(s) | Coupe(s) nationale(s) | Compétition(s) continentale(s) | Compétition(s) continentale(s) | Compétition(s) continentale(s) | Compétition(s) continentale(s) | Italie | Italie | Italie | Total | Total | Total |
| Saison                | Club                  | Division              | M.          | B.          | P.d.        | M.                    | B.                    | P.d.                  | Comp.                          | M.                             | B.                             | P.d.                           | M.     | B.     | P.d.   | M.    | B.    | P.d.  |
| 1992-1993             | Cuoiopelli            | Serie D               | 28          | 5           | -           | -                     | -                     | -                     | -                              | -                              | -                              | -                              | -      | -      | -      | 28    | 5     | 0     |
| Sous-total            | Sous-total            | Sous-total            | 28          | 5           | -           | -                     | -                     | -                     | -                              | -                              | -                              | -                              | -      | -      | -      | 28    | 5     | 0     |
| 1993-1994             | Pérouse Calcio        | Serie C1              | 2           | 0           | -           | -                     | -                     | -                     | -                              | -                              | -                              | -                              | -      | -      | -      | 2     | 0     | 0     |
| 1994-1995             | Pérouse Calcio        | Serie C1              | 5           | 0           | -           | -                     | -                     | -                     | -                              | -                              | -                              | -                              | -      | -      | -      | 5     | 0     | 0     |
| Sous-total            | Sous-total            | Sous-total            | 7           | 0           | -           | -                     | -                     | -                     | -                              | -                              | -                              | -                              | -      | -      | -      | 7     | 0     | 0     |
| 1995-1996             | Cosenza Calcio        | Serie B               | 32          | 15          | -           | -                     | -                     | -                     | -                              | -                              | -                              | -                              | -      | -      | -      | 32    | 15    | 0     |
| Sous-total            | Sous-total            | Sous-total            | 32          | 15          | -           | -                     | -                     | -                     | -                              | -                              | -                              | -                              | -      | -      | -      | 32    | 15    | 0     |
| 1996-1997             | Calcio Padoue         | Serie B               | 34          | 14          | -           | 1                     | 0                     | -                     | -                              | -                              | -                              | -                              | -      | -      | -      | 35    | 14    | 0     |
| Sous-total            | Sous-total            | Sous-total            | 34          | 14          | -           | 1                     | 0                     | -                     | -                              | -                              | -                              | -                              | -      | -      | -      | 35    | 14    | 0     |
| 1997-1998             | Atalanta Bergame      | Serie A               | 26          | 5           | 1           | 4                     | 1                     | -                     | -                              | -                              | -                              | -                              | -      | -      | -      | 30    | 6     | 1     |
| Sous-total            | Sous-total            | Sous-total            | 26          | 5           | 1           | 4                     | 1                     | -                     | -                              | -                              | -                              | -                              | -      | -      | -      | 30    | 6     | 1     |
| 1998-1999             | Valence CF            | Primera División      | 12          | 1           | 0           | -                     | -                     | -                     | CI+C3                          | 4+3                            | 1+1                            | 1+0                            | -      | -      | -      | 19    | 3     | 1     |
| Sous-total            | Sous-total            | Sous-total            | 12          | 1           | 0           | -                     | -                     | -                     | -                              | 7                              | 2                              | 1                              | -      | -      | -      | 19    | 3     | 1     |
| 1999-2000             | US Lecce              | Serie A               | 30          | 15          | 3           | 3                     | 2                     | -                     | -                              | -                              | -                              | -                              | -      | -      | -      | 33    | 17    | 3     |
| 2000-2001             | US Lecce              | Serie A               | 29          | 12          | 5           | 4                     | 2                     | -                     | -                              | -                              | -                              | -                              | -      | -      | -      | 33    | 14    | 5     |
| Sous-total            | Sous-total            | Sous-total            | 59          | 27          | 8           | 7                     | 4                     | -                     | -                              | -                              | -                              | -                              | -      | -      | -      | 66    | 31    | 8     |
| 2001-2002             | Torino FC             | Serie A               | 30          | 9           | 5           | -                     | -                     | -                     | -                              | -                              | -                              | -                              | -      | -      | -      | 30    | 9     | 5     |
| 2002-2003             | Torino FC             | Serie A               | 26          | 1           | 1           | 2                     | 0                     | -                     | CI                             | 4                              | 1                              | -                              | -      | -      | -      | 32    | 2     | 1     |
| Sous-total            | Sous-total            | Sous-total            | 56          | 10          | 6           | 2                     | 0                     | -                     | -                              | 4                              | 1                              | -                              | -      | -      | -      | 62    | 11    | 6     |
| 2003-2004             | AS Livourne           | Serie B               | 41          | 29          | 4           | 1                     | 0                     | -                     | -                              | -                              | -                              | -                              | -      | -      | -      | 42    | 29    | 4     |
| 2004-2005             | AS Livourne           | Serie A               | 35          | 24          | 6           | 4                     | 1                     | -                     | -                              | -                              | -                              | -                              | 2      | 1      | 0      | 41    | 26    | 6     |
| 2005-2006             | AS Livourne           | Serie A               | 36          | 19          | 5           | 3                     | 3                     | -                     | -                              | -                              | -                              | -                              | -      | -      | -      | 39    | 22    | 5     |
| 2006-2007             | AS Livourne           | Serie A               | 34          | 20          | 4           | 1                     | 0                     | -                     | C3                             | 7                              | 5                              | -                              | 2      | 0      | 0      | 44    | 25    | 4     |
| Sous-total            | Sous-total            | Sous-total            | 146         | 92          | 19          | 9                     | 4                     | -                     | -                              | 7                              | 5                              | -                              | 4      | 1      | 0      | 166   | 102   | 19    |
| 2007-jan 2008         | Chakhtar Donetsk      | D1                    | 12          | 4           | 1           | -                     | -                     | -                     | C1                             | 9                              | 4                              | 0                              | 2      | 2      | 0      | 23    | 10    | 1     |
| Sous-total            | Sous-total            | Sous-total            | 12          | 4           | 1           | -                     | -                     | -                     | -                              | 9                              | 4                              | 0                              | 2      | 2      | 0      | 23    | 10    | 1     |
| jan 2008              | Parme FC              | Serie A               | 16          | 4           | 4           | -                     | -                     | -                     | -                              | -                              | -                              | -                              | -      | -      | -      | 16    | 4     | 4     |
| 2008-2009             | Parme FC              | Serie B               | 29          | 12          | 5           | -                     | -                     | -                     | -                              | -                              | -                              | -                              | -      | -      | -      | 29    | 12    | 5     |
| Sous-total            | Sous-total            | Sous-total            | 45          | 16          | 9           | -                     | -                     | -                     | -                              | -                              | -                              | -                              | -      | -      | -      | 45    | 16    | 9     |
| 2009-2010             | AS Livourne           | Serie A               | 28          | 10          | 2           | 2                     | 0                     | -                     | -                              | -                              | -                              | -                              | -      | -      | -      | 30    | 10    | 2     |
| Sous-total            | Sous-total            | Sous-total            | 28          | 10          | 2           | 2                     | 0                     | -                     | -                              | -                              | -                              | -                              | -      | -      | -      | 30    | 10    | 2     |
| 2010-2011             | SSC Naples            | Serie A               | 9           | 1           | 0           | 1                     | 0                     | -                     | C3                             | 1                              | 0                              | 0                              | -      | -      | -      | 11    | 1     | 0     |
| 2011-2012             | SSC Naples            | Serie A               | 3           | 0           | 0           | -                     | -                     | -                     | -                              | -                              | -                              | -                              | -      | -      | -      | 3     | 0     | 0     |
| Sous-total            | Sous-total            | Sous-total            | 12          | 1           | 0           | 1                     | 0                     | -                     | -                              | 1                              | 0                              | 0                              | -      | -      | -      | 14    | 1     | 0     |
| Total sur la carrière | Total sur la carrière | Total sur la carrière | 497         | 200         | 46          | 26                    | 9                     | -                     | -                              | 28                             | 12                             | 1                              | 6      | 3      | 0      | 557   | 224   | 47    |

### Buts internationaux
| 0     | Date                                                                                                  | Lieu                                                                                                  | Compétition                                                                                           | Résultat                                                                                              | Adversaire                                                                                            | Détail                                                                                                | Détail                                                                                                | Détail                                                                                                | Sél.                                                                                                  |
| ----- | --- | --- | --- | --- | --- | --- | --- | --- | --- |
| 1er   | 8 juin 2005                                                                                           | SkyDome, Toronto, Canada                                                                              | Match amical                                                                                          | N 1-1                                                                                                 | Serbie-et-Monténégro                                                                                  | 83e                                                                                                   | du pied droit                                                                                         | 1-1                                                                                                   | 1re                                                                                                   |
| 2e    | 17 octobre 2007                                                                                       | Stade Artemio-Franchi, Sienne, Italie                                                                 | Match amical                                                                                          | V 2-0                                                                                                 | Afrique du Sud                                                                                        | 82e                                                                                                   | de la tête                                                                                            | 1-0                                                                                                   | 6e |
| 3e    | 17 octobre 2007                                                                                       | Stade Artemio-Franchi, Sienne, Italie                                                                 | Match amical                                                                                          | V 2-0                                                                                                 | Afrique du Sud                                                                                        | 90e                                                                                                   | de la tête                                                                                            | 2-0                                                                                                   | 6e |
| Total | 3 buts (1 du pied droit et 2 de la tête), en 6 sélections entre le 8 juin 2005 et le 17 octobre 2007. | 3 buts (1 du pied droit et 2 de la tête), en 6 sélections entre le 8 juin 2005 et le 17 octobre 2007. | 3 buts (1 du pied droit et 2 de la tête), en 6 sélections entre le 8 juin 2005 et le 17 octobre 2007. | 3 buts (1 du pied droit et 2 de la tête), en 6 sélections entre le 8 juin 2005 et le 17 octobre 2007. | 3 buts (1 du pied droit et 2 de la tête), en 6 sélections entre le 8 juin 2005 et le 17 octobre 2007. | 3 buts (1 du pied droit et 2 de la tête), en 6 sélections entre le 8 juin 2005 et le 17 octobre 2007. | 3 buts (1 du pied droit et 2 de la tête), en 6 sélections entre le 8 juin 2005 et le 17 octobre 2007. | 3 buts (1 du pied droit et 2 de la tête), en 6 sélections entre le 8 juin 2005 et le 17 octobre 2007. | 3 buts (1 du pied droit et 2 de la tête), en 6 sélections entre le 8 juin 2005 et le 17 octobre 2007. |

## Palmarès

### En club
| AC Pérouse - Championnat d'Italie D3 - Champion en 1994 (en) (Groupe B (en)) |  | Valence CF - Coupe Intertoto - Co-vainqueur en 1998 - Coupe d'Espagne - Vainqueur en 1999 (en) |  | SSC Napoli, - Trophée Ciudad de Palma - Vainqueur en 2011 - Coupe d'Italie - Vainqueur en 2012 |

### En sélection
| Italie olympique - Jeux méditerranéens - Médaillé d'or en 1997 (en) |

### Distinctions personnelles
- Meilleur buteur de Serie A en 2005 (24 buts)[7]

## Libre et politisé
Ce n'était pas tout à fait prévu que Lucarelli dispute la saison 2004-2005 sous le maillot de Livourne : il est en réalité en copropriété entre les toscans et les grenats turinois, qui étaient prêts à offrir 4 milliards de Lires à l'équipe et un milliard au joueur pour s'assurer ses services.
Mais Lucarelli, fortement attaché aux supporters et aux couleurs de sa ville natale, n'a pas seulement refusé l'offre turinoise, mais écrit en plus avec son agent Carlo Pallavicino le livre « Tenetevi il milliardo » (gardez-le votre milliard), dans lequel il déclare son amour pour son équipe, se déclarant opposé à l'abandonner même au prix d'une diminution de moitié de ses émoluments (ce qui se passe par la suite). L'ouvrage, qui est même devenu un test scolaire dans un lycée scientifique à Livourne, se finit avec ces mots : « Livourne n'est pas seulement une équipe ou une ville... mais une des forces qui sauveront le football ».
Sur le plan politique, Lucarelli n'a jamais fait mystère de son adhésion au communisme (par vocation et par naissance) et de voter pour la Rifondazione Comunista. Par ailleurs, il appuie l'action des BAL (Brigades Autonomes Livournaises, le groupe d'ultras majeur de son équipe) et en hommage il porte le numéro 99 (les BAL sont en fait nés en 1999). Une des idoles des BAL est Che Guevara (Lucarelli en porte souvent un T-shirt sous le maillot). Ce sont justement ces brigades qui réalisent une des plus importantes railleries de l'histoire du calcio : douze mille supporters de Livourne se rendent au stade San Siro de Milan, avec le bandana autour de la tête, pour singer le Président du conseil et du Milan Silvio Berlusconi qui a porté le foulard pour cacher ses nouveaux implants capillaires lors d'une rencontre avec le premier ministre britannique Tony Blair.
Au début du championnat, alors que Livourne se sent pénalisée par les décisions arbitrales, Lucarelli déclare : « Nous sommes mal vus parce que nous sommes de gauche. Ce n'est pas un hasard que l'an dernier, furent reléguées quatre équipes (Perugia, Ancona, Modena, Empoli) qui avaient des supporters de gauche ». Ce commentaire, tout de suite tempéré par le président Aldo Spinelli, est ensuite minoré par son auteur. Le quotidien le plus populaire de Cuba, le Granma (organe du parti de Fidel Castro) dédie à Livourne une de ses rubriques. Ainsi le président Spinelli et Lucarelli décident de réaliser un tournoi amical à La Havane au terme du championnat.
Plus récemment, Lucarelli est l'acteur d'un geste généreux : il paye de sa poche, le billet de retour en bus de quelques supporters amarantes qui ont suivi l'équipe en déplacement à la Lazio.
Après une grève des brigades autonomes de Livourne, Lucarelli annonce son départ.

## Curiosité
- Son frère, Alessandro Lucarelli, est un défenseur qui, après avoir joué lui aussi à Livourne, a été prêté à la Reggina durant l'été 2005.
- Il a aussi joué en Espoirs, et après un but marqué enleva son maillot, faisant voir son T-shirt sur lequel est imprimé la tête de Che Guevara. Après cet épisode, Lucarelli eut une amende et ne joua plus en espoir. Il revêtit le maillot de la sélection, cette fois avec les A, seulement dans l'été 2005, en tant que capocannoniere de la Serie A dans une tournée aux États-Unis, marquant un but.
- L'équipe contre laquelle il marqua le plus de buts est Palerme.
- Il a marqué quatre buts durant la partie Parme-Livourne du premier mai 2005 terminée avec le score de 6 à 4 pour Parme.
- Il est marié avec Susy et a deux fils (Mattia et Alisia).
- Il est très bon de la tête et dans les coups de pied arrêtés.
- Il est rédacteur en chef du journal qu'il a créé : La voix de Livourne.